# Parents Music Resource Center
Parents Music Resource Center (PMRC) est un groupe de pression américain créé en 1985. Il entend dénoncer l'évocation du sexe, de la violence,  et de l'utilisation d'alcool et de drogues dans l'univers de la musique. Les opposants à ce groupe de pression ont fondé le groupe Parents For Rock and Rap.
Créé par quatre femmes de politiques américains, dont Tipper Gore, le PMRC est le créateur du bandeau Parental advisory qu'il fait apposer sur les disques dont il juge le contenu inapproprié. Sa première action fut d'établir une liste de quinze titres à proscrire :
|    | Artiste         | Titre incriminé             | Contenu des paroles |
| 1  | Prince          | Darling Nikki               | Sexe / Masturbation |
| 2  | Sheena Easton   | Sugar Walls                 | Sexe                |
| 3  | Judas Priest    | Eat Me Alive                | Sexe                |
| 4  | Vanity          | Strap on Robbie Baby        | Sexe                |
| 5  | Mötley Crüe     | Bastard                     | Violence            |
| 6  | AC/DC           | Let Me Put My Love into You | Sexe                |
| 7  | Twisted Sister  | We're Not Gonna Take It     | Violence            |
| 8  | Madonna         | Dress You Up                | Sexe                |
| 9  | W.A.S.P.        | Animal (Fuck Like a Beast)  | Sexe                |
| 10 | Def Leppard     | High 'n Dry                 | Drogue et alcool    |
| 11 | Mercyful Fate   | Into the Coven              | Occultisme          |
| 12 | Black Sabbath   | Trashed                     | Drogue et alcool    |
| 13 | Mary Jane Girls | In My House                 | Sexe                |
| 14 | Venom           | Possessed                   | Occultisme          |
| 15 | Cyndi Lauper    | She Bop                     | Sexe / Masturbation |

Le PMRC a aussi accusé des groupes comme Styx, Rush, Judas Priest, Mötley Crüe, Pink Floyd, Van Halen, Kiss, Queen, Alice Cooper et Ozzy Osbourne d'introduire des messages subliminaux dans leurs chansons afin d'inciter l'auditeur à prendre de la drogue et à vénérer Satan.

## Oppression du heavy metal
Dans les années 1980, le heavy metal était très populaire, mais était mal vu par les associations religieuses et éducatives.
Pour des groupes de pression tels que le P.M.R.C. ou les très radicaux God Squad, notamment présents dans l'État de l'Arkansas (voir un hors-série de Hard-Rock Magazine consacré à Iron Maiden), cette musique serait violente, pousserait les adolescents à se suicider, à adorer le diable, à consommer des drogues, ou à visionner des contenus à caractère pornographique.

## Anecdote
L'album Jazz from Hell de Frank Zappa reçut un sticker Parental Advisory, alors qu'il était entièrement instrumental. Cela à cause de l'utilisation du mot « Hell » (enfer) et au titre de la pièce  "G-Spot Tornado" . En outre ceci est dû au combat mené par Frank Zappa contre le Parents Music Resource Center.
Ironiquement, à contrario des intentions du PMRC, les adolescents et jeunes adultes américains avaient (et ont toujours) tendances à acheter en priorité les albums étiqueté par le PMRC, faisant ainsi l'effet inverse de celui escompté, ceci valu au Parents Music Resource Center de nombreuses moqueries de la part du monde musical.